# Geografia d'Itàlia
La geografia d'Itàlia inclou la descripció de tots els elements físic-geogràfics italians (planes, relleus, mars, rius, llacs, etc.).
El territori de l'estat italià (nom polític local, Repubblica Italiana) és eminentment compost per la península Itàlica, la forma de la qual recorda una bota, d'un total de 301.263 km², a més d'unes illes, les principals per mida són: Sicília, Sardenya i l'illa d'Elba. La regió física italiana té una extensió de 324.000 km², lleugerament superior al de la República italiana (301.336 km²), ja que dins del territori geogràfic hi ha alguns territoris independents (Ciutat del Vaticà, San Marino).

## Geografia física
Els seus límits exteriors són els següents:
- En latitud entre els 5° 47′ (nord) de la Veta d'Itàlia en els Alps centrals i 35° 29′ sud a l'illa de Lampedusa (golf de Gabès);
- En longitud entre els 6° 32′ (est) en el mont Tabor en els Alps occidentals, i 18 ° 31' al cap d'Òtranto a la Pulla.

Les dimensions màximes són 1.330 km de nord a sud, de la Veta d'Itàlia a Lampedusa, i 630 km d'est a oest, des de la muntanya Tabor a la muntanya Nevoso.
Els límits d'Itàlia estan marcats per elements físics: la mar de Ligúria i la mar Tirrena a l'oest, el canal de Sicília al sud, la mar Jònica i la mar Adriàtica a l'est, els Alps al nord (però en la part central les aigües del Llac Maggiore i les del Llac de Lugano serveixen de línia de separació fronterera amb Suïssa, que s'estén pel vessant sud a l'altra banda del cantó de Ticino). El territori italià inclou els dos petits estats del Vaticà i San Marino i té un enclavament a Suïssa, la ciutat de Campione a la riba del llac de Lugano.

### Relleu
El territori italià és molt accidentat: només el 23% és pla, les muntanyes formen entre el 35% i el 42%. Dues grans cadenes muntanyoses li donen la seva estructura.
Situada a la línia de contacte de les plaques europea i africana, Itàlia està subjecta a terratrèmols i té quatre volcans: l'Etna, el Vesuvi, el Vulcà i el Stromboli (aquests dos últims al Mar Tirrè).

Mapa topogràfic d'Itàlia.

El relleu presenta  quatre grans unitats regionals :
- Sistema alpí
- Plana del Po (o plana padana)
- Sector peninsular articulat pels Apenins
- Terres insulars

#### Sistema alpí
El sistema alpí s'estén pel territori italià, la quasi totalitat del seu vessant meridional, amb una longitud de 1.200 km i una amplada de 360 km. Els Alps occidentals envolten el Piemont i la Ligúria. Els Alps orientals tenen diversos plecs: Alps d'Ötztal, dolomítics, Carnis i Julians, és en aquest sector on destaquen les formacions calcàries de les Dolomites (Marmolada, 3.342 m). En el sector occidental, de la base cristal·lina es troben formes més agrestes, amb alguns dels principals cims de tot el sistema alpí: Mont Rosa (4.634 m), Cervino (5.350 m). El pas de muntanya més destacat és el Brenner (1.372 m), altres són el coll del Mont Cenis i pas del Simplon, que faciliten la comunicació amb les regions veïnes.

#### Plana del Po
Al sud dels Alps, entre aquests i els Apenins, s'estén la plana padana de 46.000 km  2 . És la plana del Po, el riu més llarg del país, amb 652 km de longitud. Aquesta fossa tectònica va ser emplenada pels dipòsits sedimentaris aportats pels rius que baixen dels Apenins i, especialment, dels Alps (Piave), i que drenen la plana que s'obre a la mar Adriàtica pel litoral nord-est d'Itàlia.
La resta de planes italianes, encara que nombroses, són d'escassa extensió, i es localitzen preferentment al litoral tirrènic, formades per importants rius (Arno, Tíber) o per planes costaneres (Maremma, Llacunes Pontines).

#### Apenins
La cadena dels Apenins constitueix l'espina dorsal de la península italiana que la recorren de nord a sud al llarg de 1.500 km. S'hi distingeixen tres sectors: els Apenins septentrionals, els de menor alçada i de formes més suaus (mont Cimone, 2.163 m), els Apenins centrals, també anomenats Abruços, que constitueixen el sostre de la cadena (Gran Sasso d'Itàlia, 2.914 m), i presenten modelats de tipus càrstic. Per acabar, els Apenins meridionals, que tenen el seu punt culminant en el mont Pol·lino (2.271 m). Als dos vessants de la cadena s'estenen formacions de turons, anomenades Subapenins i Antiapenins, destacant les del vorell occidental, on s'eleven alguns volcans (Vesuvi, muntanyes Amiata, Camps Flegreus).

### Rius, llacs i costes
El territori italià disposa d'una rica reserva d'aigües interiors (rius i llacs). Les regions meridionals, però, són més àrides respecte a les septentrionals, a causa de l'escassetat de les pluges i per l'absència de neus que puguin alimentar els rius.

#### Rius

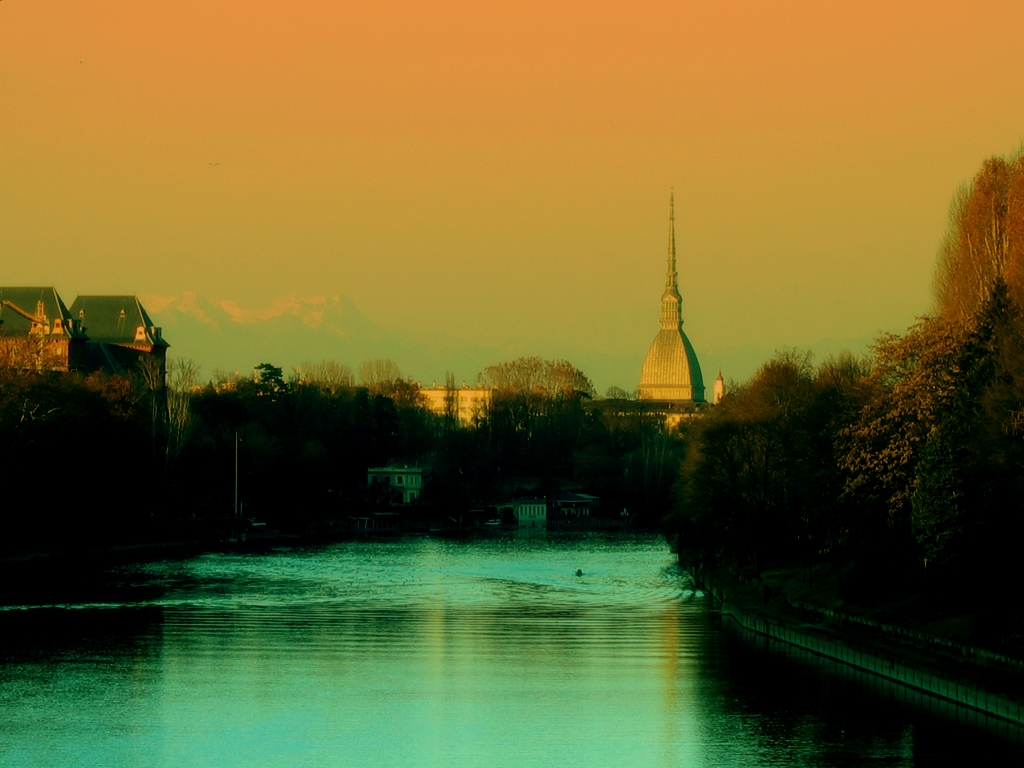
El riu Po a Torí

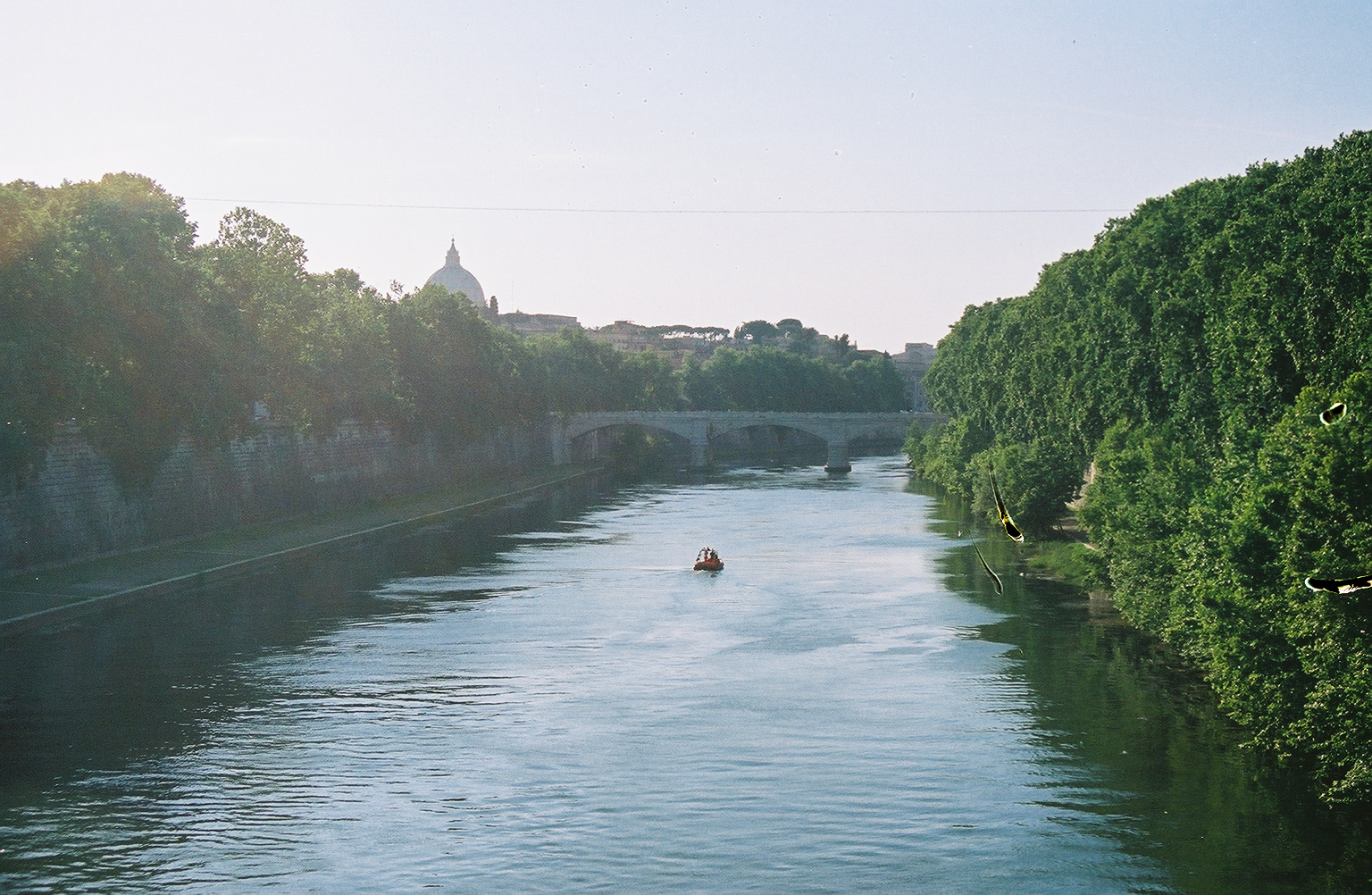
El riu Tíber a Roma

Els rius italians són més curts que els d'altres regions europees, i això és així perquè els Apenins recorren la península en tota la seva longitud, dividint les aigües en dues vessants oposades. En compensació són nombrosos: això es deu a la relativa abundància de les pluges, de la qual gaudeix en general tot Itàlia, i a la presència dels Alps, rics en neus i glaceres, a la Itàlia septentrional.
El riu més llarg d'Itàlia és el Po (652 km), que sorgeix a Monviso, recorre tota la Plana padana d'oest a est per després desembocar, formant un delta, a la mar Adriàtica. A més de ser el més llarg, és també el riu amb la més àmplia conca hidrogràfica, de 74.970 km². El segon riu italià és l'Adige (410 km de longitud), que neix als voltants del llac de Resia i desemboca, després d'haver fet un recorregut nord-sud, als voltants de Chioggia a la mar Adriàtica, la seva conca s'estén per 12.200 km². Altres rius destacats són:
- Tíber 405 km de llarg i 17.169 km², segon riu pel que fa a l'amplitud de la seva conca hidrogràfica, neix al Mont Fumaiolo (a Emília-Romanya) i desemboca a la mar Tirrena.
- Adda 313 km
- Oglio 280 km
- Arno 241 km i 8.247 km²
- Piave 220 km i 4.100 km²
- Riu Reno 212 km i 5.040 km²
- Volturno 175 km i 5.455 km²
- Liri-Garigliano 158 km i 5.020 km²

#### Llacs

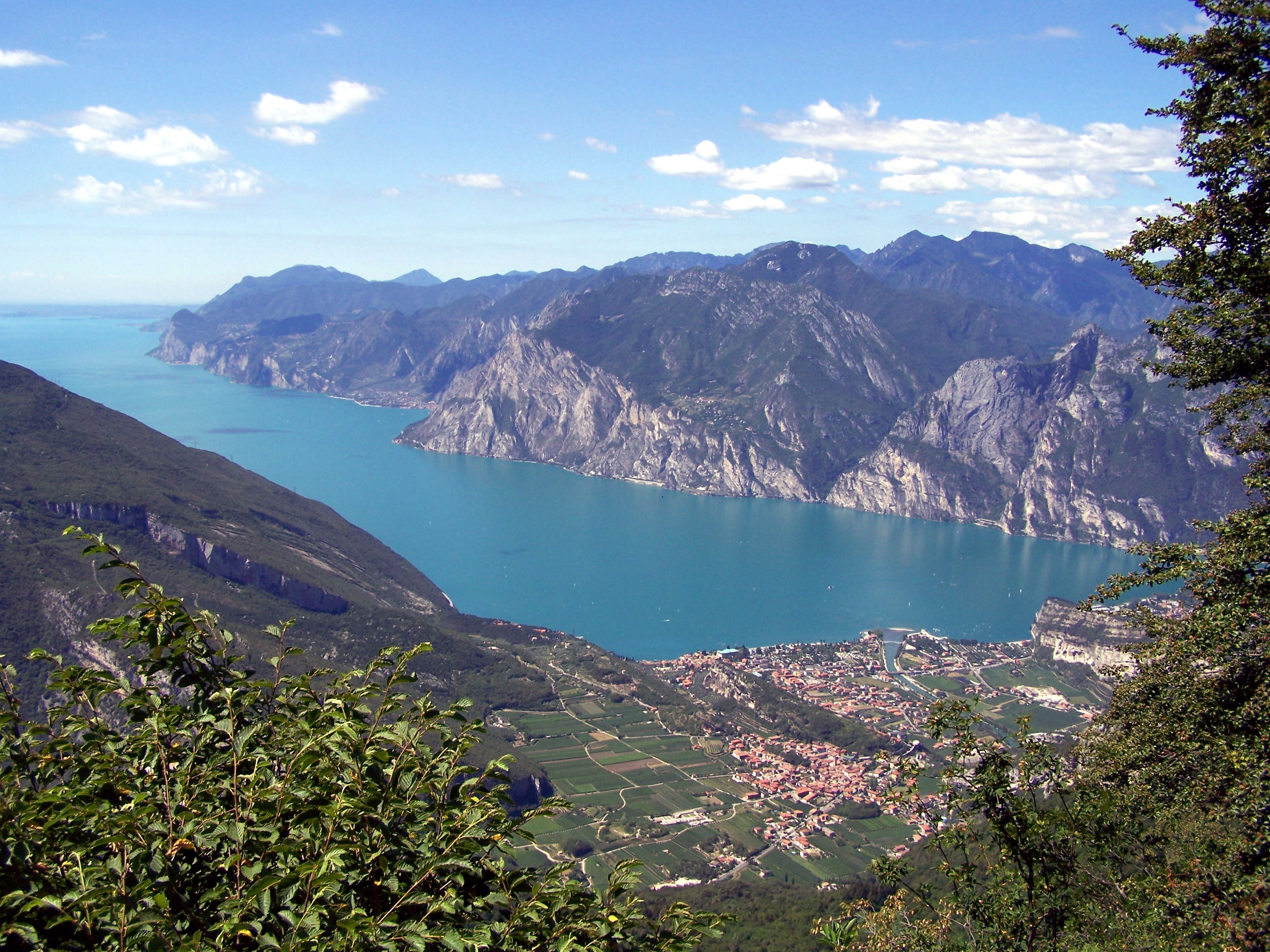
Una vista del Llac de Garda

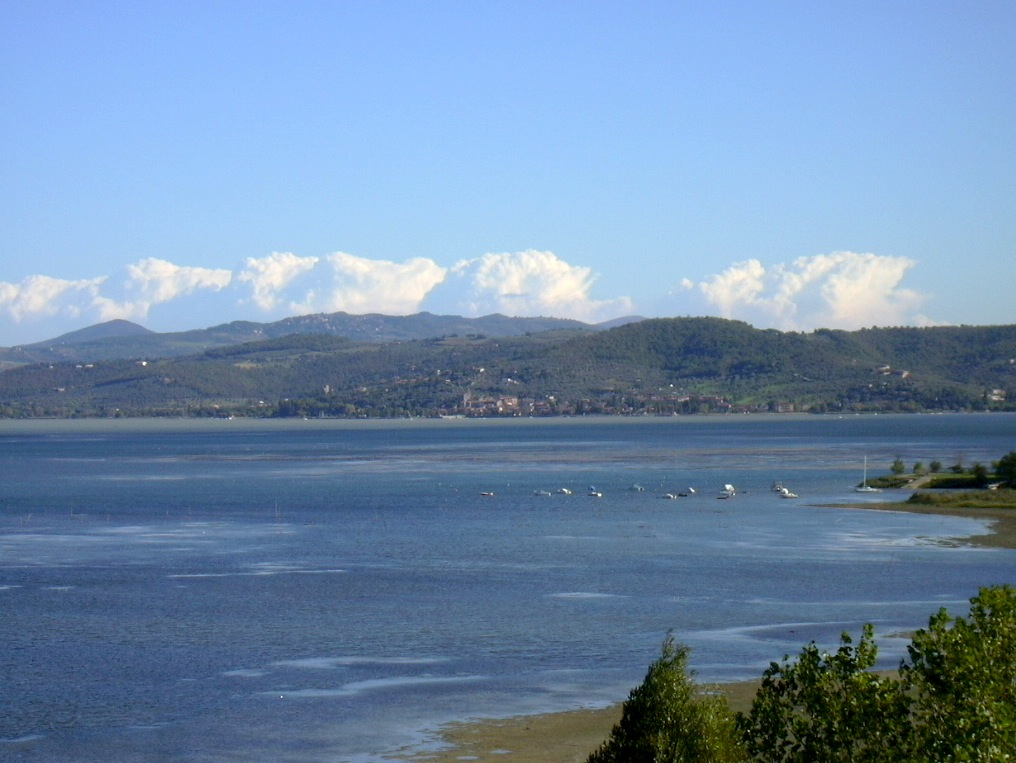
Vista del Llac Trasimè.

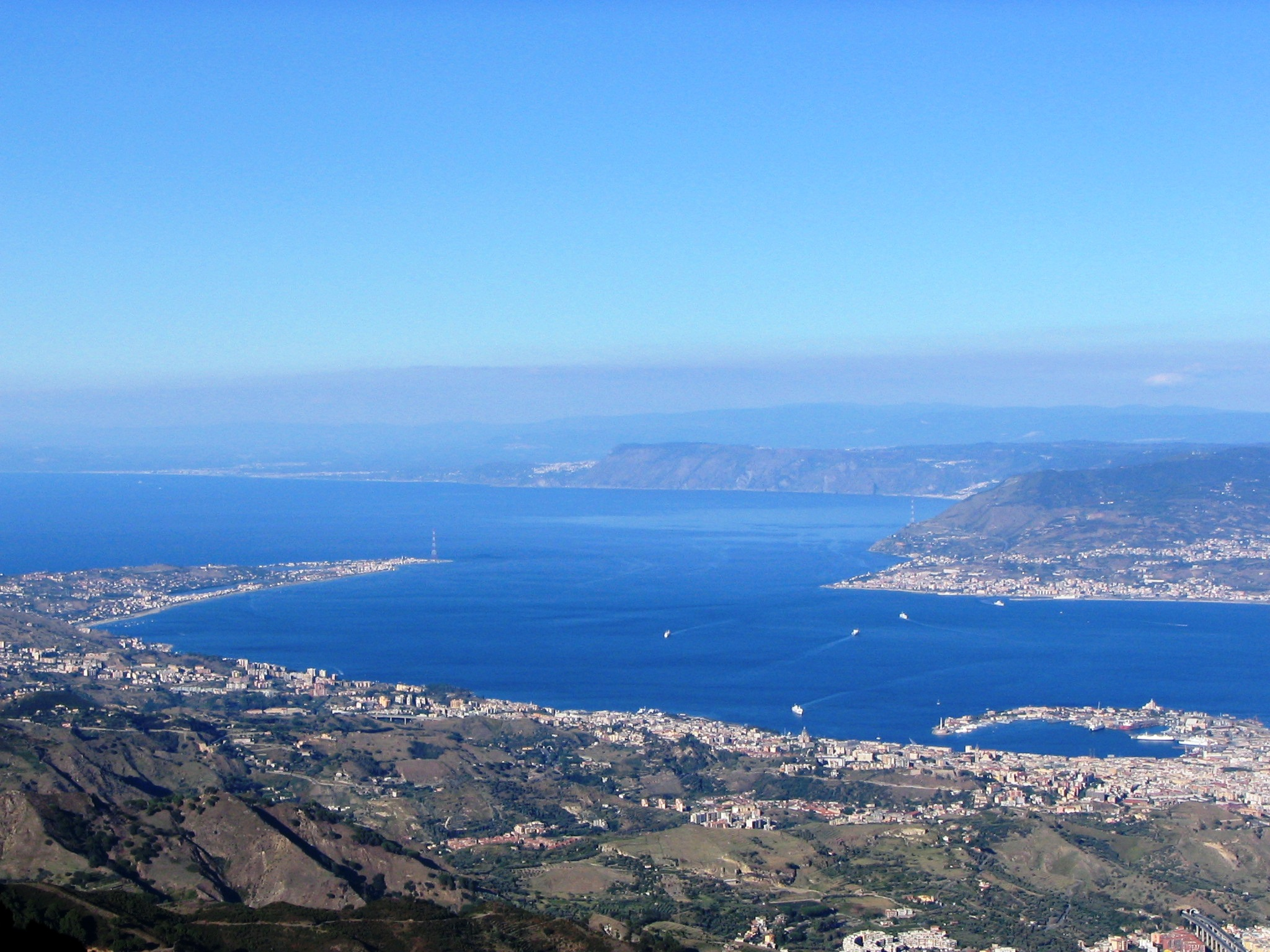
Vista de l'estret de Messina.

La regió prealpina presenta llargs i profundes valls, amb nombrosos llacs: Garda (el més ample d'Itàlia, amb 370 km²), Maggiore, Como (que té la màxima profunditat dels llacs de la península, amb 410 m), i l'Iseo. Són conques lacustres originades pel moviment de glaceres.
A Itàlia també hi ha llacs costaners, com el llac de Lesina, separat del mar per una estreta franja de terra, i llacs volcànics (llac de Bolsena, llac de Vico, llac de Bracciano), que ocupen els cràters de volcans apagats. El llac Trasimè està format, en canvi, per una depressió del terreny.

#### Costa
Itàlia està envoltada, excepte al nord, per mars. Les costes tenen un gran desenvolupament, d'uns 7.500 km (la meitat d'ells formen el contorn de les illes) davant de la mar Mediterrània que, localment, pren noms diversos; l'aspecte de les costes és molt variat i depèn de la naturalesa de la terra ferma i de l'acció de la mar.
- Mar de Ligúria, és el nom que rep la costa de la Ligúria, la part septentrional de la Toscana i les aigües que envolten l'illa d'Elba; són altes i rocalloses, com les de Campània i Calàbria.[6]
- Mar Tirrena, que banya les costes occidentals de la península al sud del Promontori de Piombino fins a les costes septentrionals de Sicília i les orientals de Sardenya; el litoral tirrè té en general un aspecte uniforme que en alguns trams presenta escotadures.
- Mar Adriàtica, que banya les costes orientals de la península, des de Friül - Venècia Júlia fins al cap de Santa Maria di Leuca a la Pulla, és una costa plana i recta, sense accidents significatius, ja que els litorals baixos i sorrencs predominen al Vèneto, el mateix que a l'Emília-Romanya.
- Mar Jònica, que banya les costes orientals de Sicília i Calàbria, al litoral de Basilicata i les costes occidentals de la Pulla; és una costa baixa i sorrenca.[6]

Encara hi ha altres mars de menors dimensions respecte d'aquells ja esmentats, que sovint tendeixen a reagrupar amb aquests últims com: el Canal de Piombino, el Canal de Còrsega, l'estret de Messina, el Canal de Sicília, el Canal de Sardenya, la mar de Sardenya i l'estret de Bonifaci.
A l'extrem sud de la península Itàlica, l'illa de Sicília és considerada una prolongació dels Apenins (muntanyes Nebrodi, Peloritani, Madonie), destacant el mont Etna, que amb els seus 3.345 m d'altitud és a més el volcà actiu més alt d'Europa. L'illa de Sardenya és també muntanyosa (massís de Gennargentu), encara que cal destacar la fossa tectònica de Campidano, entre Oristano i Càller.

### Clima
A causa de la seva situació geogràfica, Itàlia té un clima temperat, amb fortes variacions regionals degudes a les diferències de latitud, a la topografia i a la influència de la mar. La climatologia italiana, si bé té caràcter mediterrani, presenta notables variacions regionals. Al nord el clima és mediterrani humit/atlàntic sec, amb estius calents i hiverns freds i plujosos i al sud és típicament mediterrani.
Les precipitacions són més abundants en les muntanyes que a les valls i disminueixen de nord a sud.
La temperatura varia de manera important, sobretot en les temperatures mitjanes a hivern. La mitjana al gener de la Plana del Po és de 3 °C, la mitjana a Torí és d'11 °C i a la ciutat de Milà d'1,5 °C. Al sud, en canvi, en llocs com Sicília i Calàbria les mitjanes de gener arriben als 10 °C. Les mitjanes al juliol van des dels 23 °C de Milà als 26,2 °C de Palerm.
Les precipitacions també varien. Plou més a les zones muntanyoses que en les valls, i més a Itàlia septentrional que a la meridional. Així, a la zona alpina plou entre 1.000-2.000 mm, mentre que al litoral adriàtic està al voltant dels 600 mm. A causa de les condicions orogràfiques: els Alps, que actuen de barrera davant els vents del nord, registren les majors precipitacions (3000-3800 mm anuals), els Apenins, per la seva banda, estableixen una clara distinció entre els seus dos vessants: la Tirrena, que queda exposada als corrents humits de l'Oest, i el vessant adriàtic, a sotavent d'aquestes influències (menys de 500 mm anuals a la Pulla).

### Medi ambient
En correlació amb les variacions topogràfiques i climatològiques, es distingeixen a Itàlia tres tipus de vegetació:
- Bosc mediterrani a la zona adriàtica, amb arbres com les sureres o els pins.
- A la Plana Padana els boscs són més aviat de zona temperada, amb aurons, faigs i sobretot freixes.
- En el clima de muntanya dels Alps hi ha un bosc mediterrani més propi de zones fredes, amb prats i arbusts com el ginebre.

Els riscos naturals d'Itàlia inclouen les allaus de terra, de fang, allau és, les erupcions volcàniques, inundacions, l'enfonsament de la terra a Venècia i sobretot els terratrèmols, ja que es troba a sobre del punt de col·lisió entre la placa africana i la placa eurasiàtica.
Els problemes mediambientals són: la contaminació atmosfèrica per les emissions industrials com el diòxid de sofre, alguns rius costaners i interiors estan contaminats pels abocaments industrials i agrícoles; la pluja àcida, procedent d'un inadequat tractament dels residus industrials, danya els llacs. Des d'antic, però són conegudes les emanacions de gasos a través de coves i llacs com l'Avern.

## Geografia humana
La població d'Itàlia és de 58.126.212 habitants (estiu-juliol del 2009). Grups ètnics: italians (inclou petites quantitats d'italoalemanys, italofranceses, i eslovè-italians al nord, i albano-italians i greco-italians al sud). Pel que fa a la religió, és majoritària el catolicisme 90% (aproximadament; al voltant d'un terç és practicant), un altre 10% (inclou comunitats antigues de protestants i jueus i una creixent comunitat immigrant musulmana). L'idioma oficial és l'italià. Es parla alemany en parts del Trentino - Alto Adige. Hi ha una petita minoria francòfona a la regió del Vall d'Aosta) i una minoria de parla eslovena a la regió entre Trieste i Gorizia).
La capital és Roma. Altres ciutats principals són: Milà, Nàpols, Torí, Palerm, Florència, Venècia, Bolonya, Gènova, Bari. Administrativament, Itàlia es divideix en 15 regions ( Regioni , singular -  Regione ) i 5 regions autònomes ( Regioni Autonome , singular -  regió autònoma ):
- Regions: Abruzzo, Pulla, Basilicata, Calàbria, Campània, Emília-Romanya, Lazio, Ligúria, Llombardia, Marques, Molise, Piemont, Toscana, Úmbria i Vèneto.
- Regions autònomes: Friül - Venècia Júlia, Sardenya, Sicília, Trentino - Alto Adige, (al tirol meridional), el Vall d'Aosta.

## Geografia econòmica
Recursos naturals:
- - Mineria: Mercuri, potassi, marbre, sofre, carbó.
  - Com que la majoria de rius són curts i cabalosos amb nombrosos salts d'aigua, això s'aprofita per a l'obtenció d'energia elèctrica.
  - Pesca
  - Terres de conreu

- Usos de la terra:
  - Terra no cultivables: 85%
  - Cultius permanents: 5%
  - Pastures: 3%
  - Boscos: 3%
  - Altres: 4% (estimat per al 1993)
  - Terres irrigades: 27.100 km² (estimació de l'any 1993)